# پومپانو بیچ هایلندز (فلوریدا)
پومپانو بیچ هایلندز (به انگلیسی: Pompano Beach Highlands) یک منطقهٔ مسکونی در ایالات متحده آمریکا است که در شهرستان براوارد، فلوریدا واقع شده‌است. پومپانو بیچ هایلندز ۳٫۵ کیلومتر مربع مساحت و ۶٬۵۰۵ نفر جمعیت دارد و ۴ متر بالاتر از سطح دریا قرار دارد.